# Saljino
Saljino (en georgiano: სალხინო; en megreliano: სალხინო) es un pueblo de Georgia ubicado en el este de la región de Mingrelia-Alta Esvanetia, siendo parte del municipio de Martvili.

## Geografía
Saljino está en la margen izquierda del río Tejuri, afluente del río Rioni, a 15 km de Martvili.

## Demografía
La evolución demográfica de Saljino entre 2002 y 2014 fue la siguiente:
| 1163                                            | 1335 |
| (Fuente: Population of Georgia in Soviet times) |      |

Según el censo de 2014, los georgianos (mingrelianos) constituían el 99,8% de la población.

## Economía
La principal fuente de ingresos de la población es la agricultura.

## Infraestructura

### Arquitectura, monumentos y lugares de interés
Aquí se encuentra el palacio Dadiani de Saljino se encuentra en el pueblo. En 1825-1826, allí se encontraba una simple oda de madera. León V Dadiani comenzó aquí la construcción de un palacio de piedra de dos pisos con el asesoramiento de Archil Batonishvili y Giorgi Gegelia. 

### Educación
El pueblo tiene una escuela secundaria.